# Liste der Wasserfälle in Osttimor

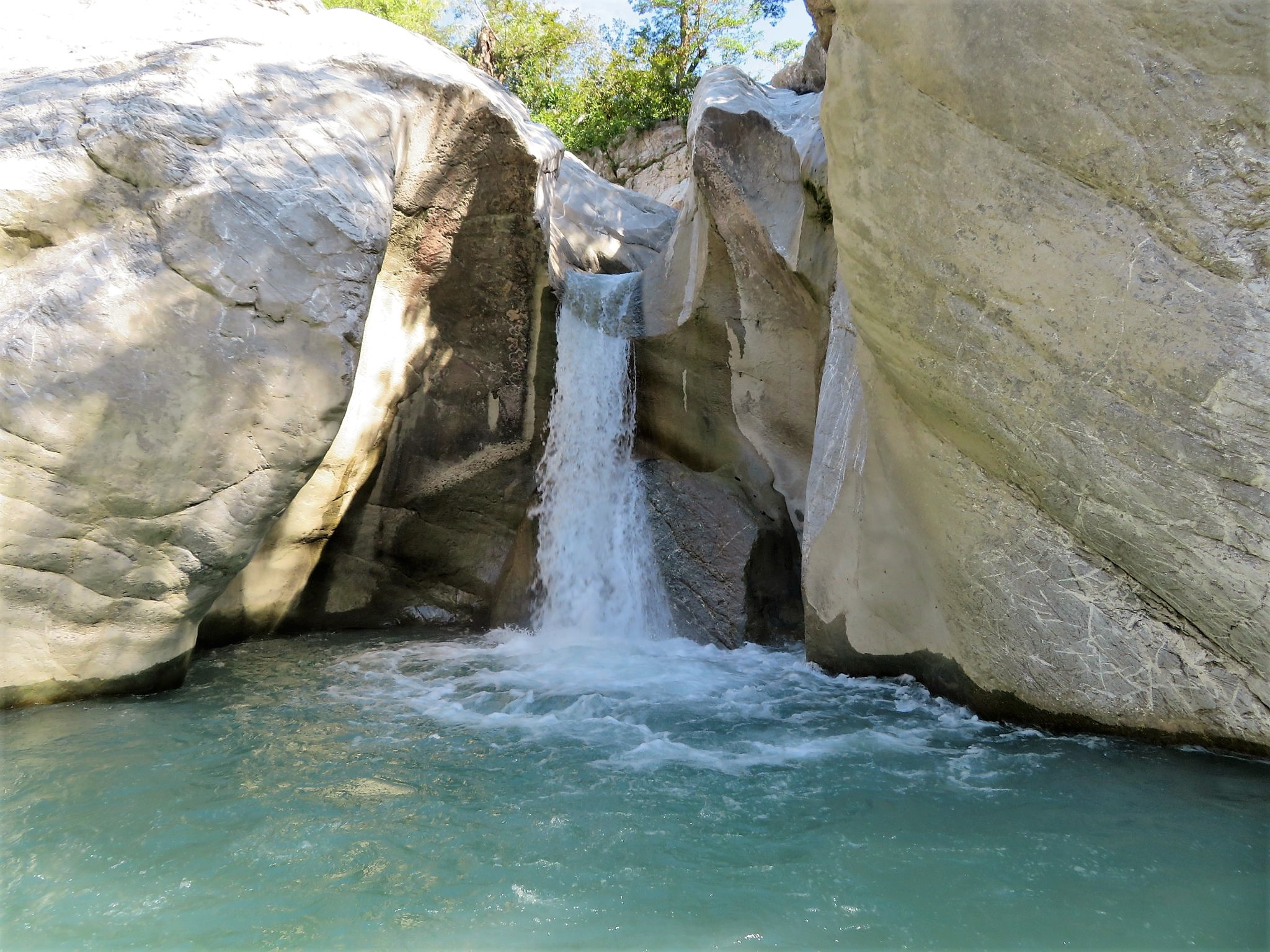
Cribas

Die Liste der Wasserfälle in Osttimor führt die namentlich bekannten Wasserfälle in Osttimor auf.
Aufgrund seiner schnell ansteigenden Bergwelt gibt es in Osttimor zahlreiche Wasserfälle, wobei die Flüsse im Norden der Insel außerhalb der Regenzeit trockenfallen, wenn sie nicht aus dem Süden gespeist werden. Der bekannteste und einer der höchsten Wasserfälle des Landes ist der Bandeira.

## Liste

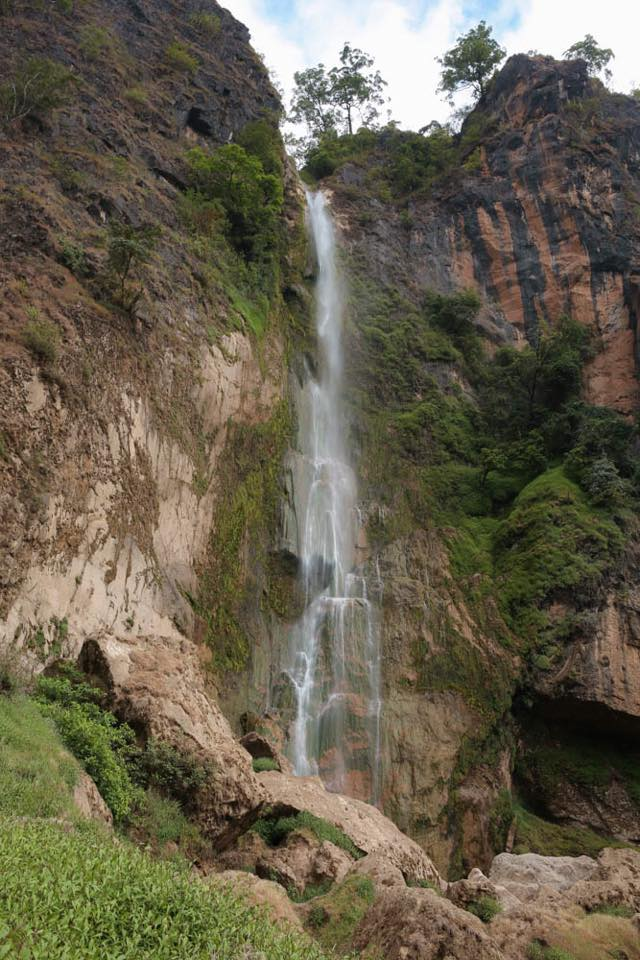
Bandeira

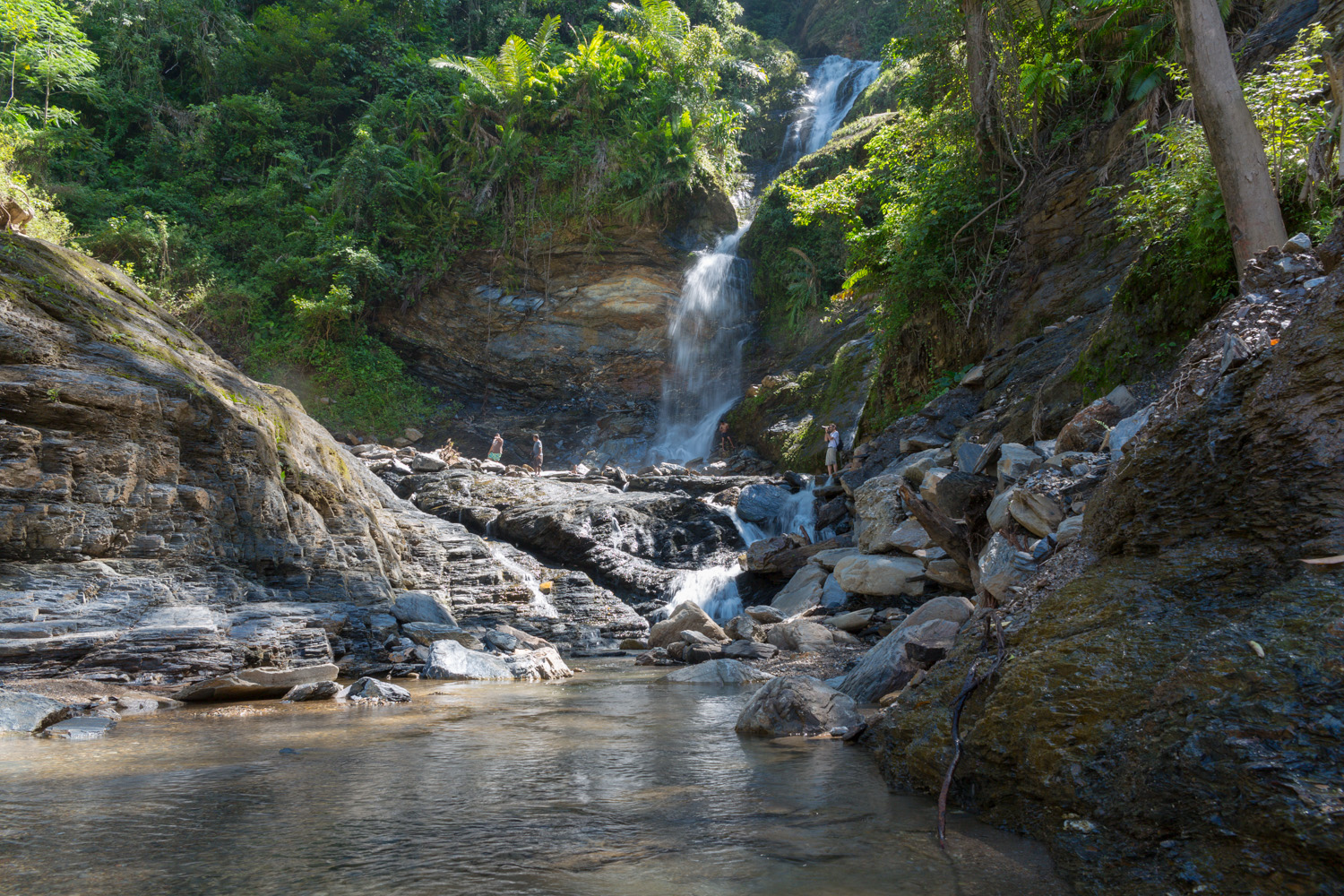
Berloi

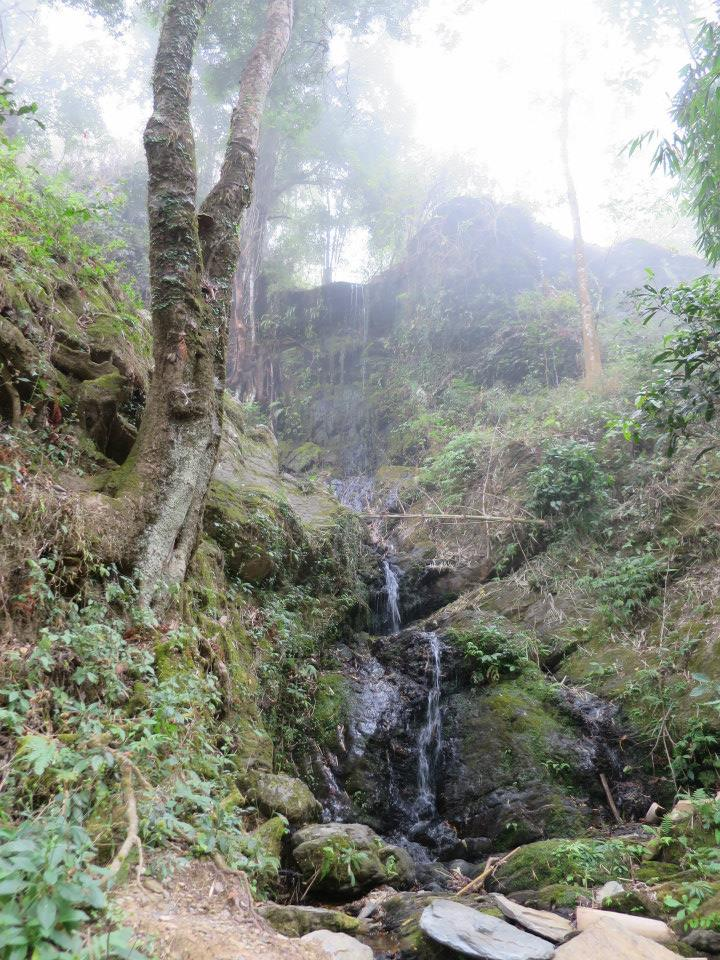
Ein Wasserfall in Remexio

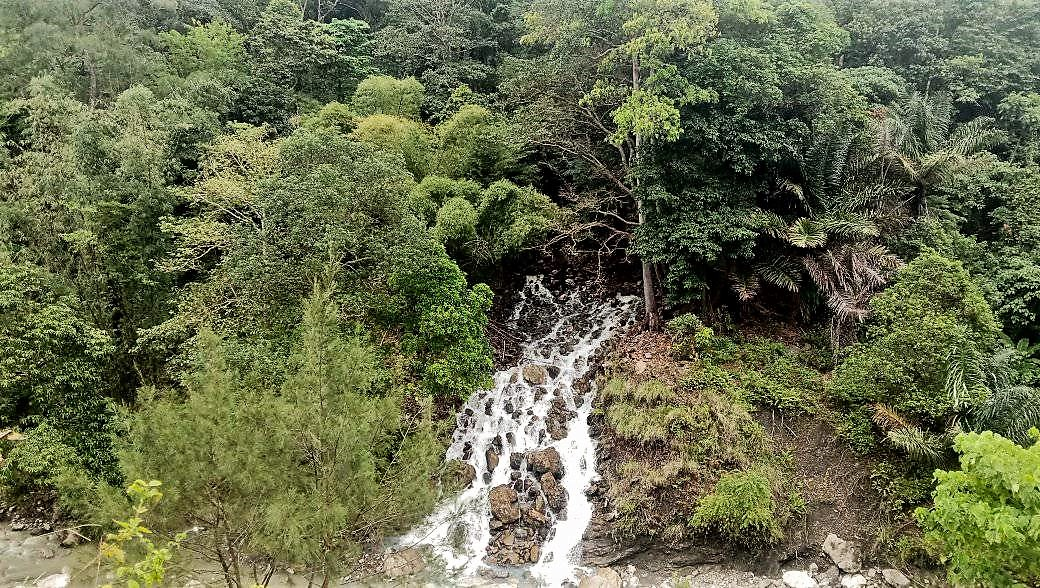
Tasibalu

| Name                | Informationen | Lage | Koordinaten                       |
| ------------------- | --- | --- | --------------------------------- |
| Aituto              | stürzt in den Ponor Ersalibuti (Ersali Buti)                                                                              | an der Grenze zwischen den Sucos Mulo und Aituto, Gemeinde Ainaro                                                     | 08° 53′ 44″ S, 125° 35′ 23″ O     |
| Bandeira            | Osttimors höchster Wasserfall                                                                                             | an der Straße von Atsabe nach Letefoho, an der Grenze zwischen den Sucos Baboi Leten und Baboi Craic, Gemeinde Ermera | 08° 55′ 01″ S, 125° 25′ 41″ O     |
| Berloi              | etwa 20 Meter hoch, Rio Comoro                                                                                            | Suco Fatisi, Gemeinde Aileu                                                                                           | 08° 38′ 26″ S, 125° 31′ 26″ O     |
| Cribas-Wasserfall   | mehrere Meter hoher Wasserfall mit breitem Becken                                                                         | Suco Cribas, Gemeinde Manatuto                                                                                        | 08° 42′ 08″ S, 126° 00′ 44″ O     |
| Dokomali            | Wasserfall des Flusses Tolemau, einem Quellfluss des Beluliks                                                             | Suco Nuno-Mogue, Gemeinde Ainaro                                                                                      | 08° 55′ 53″ S, 125° 32′ 24″ O     |
| Fa Fa               | Wasserfall des Vero mit großem Becken mit Kalktuff                                                                        | Suco Tutuala, Gemeinde Lautém                                                                                         | 08° 25′ 15,0″ S, 127° 14′ 11,0″ O |
| Hakmatek            | Wasserfall mit steil abfallende Felswand mit dem einige Meter breiten, kreisrunden Becken des Ponors Erlesubuti unterhalb | Suco Maubisse, Gemeinde Ainaro                                                                                        | 08° 50′ 54″ S, 125° 35′ 10″ O     |
| Kaidawa-liu         | | Suco Tequinaumata, Gemeinde Baucau                                                                                    |                                   |
| Kilelo              | Wasserfall des Flusses Kilelo, einem Quellfluss des Beluliks mit darunterliegendem Becken                                 | Grenze Suco Ainaro und Mau-Ulo, Gemeinde Ainaro                                                                       | 09° 00′ 12″ S, 125° 29′ 35″ O     |
| Manu-Babi           | etwa 15–20 Meter hoher Wasserfall                                                                                         | nahe Atsabe, Gemeinde Ermera                                                                                          |                                   |
| Newlale             | Wasser stürzt über mehrere Kaskaden                                                                                       | Suco Uailili, Gemeinde Baucau                                                                                         |                                   |
| Nifunitas           | Wasserfall eines Quellflusses des Tonos                                                                                   | Suco Banafi, Sonderregion Oe-Cusse Ambeno                                                                             | 09° 25′ 05″ S, 124° 19′ 08″ O     |
| Sibi                | | Suco Soileco, Gemeinde Bobonaro                                                                                       |                                   |
| Sina-ira            | | Suco Uailili, Gemeinde Baucau                                                                                         |                                   |
| Tatrof Bohah Baliza | mehrstufiger Wasserfall des Dare, eines Nebenflusses des Beluliks                                                         | zwischen den Sucos Mulo und Tatiri, Gemeinde Ainaro                                                                   | 08° 55′ 25″ S, 125° 33′ 39″ O     |
| Tasibalu            | | Suco Carabau, Gemeinde Bobonaro                                                                                       |                                   |
| Tishun              | Wasserfall des Tishun nahe dem Hauptort des Sucos Lehito.                                                                 | Suco Leohito, Gemeinde Bobonaro                                                                                       | 8° 59′ 56″ S, 125° 3′ 54″ O       |
| Tuda Tiris          | etwa 30 Meter hoher Wasserfall                                                                                            | westlich des Dorfes Borolete, Suco Cotolau, Gemeinde Aileu                                                            | 08° 37′ 02″ S, 125° 33′ 24″ O     |